# Harmony Gold
Harmony Gold Mining Company Limited  (також відома як Harmony) — золотодобувна компанія в ПАР, утворена в 1997-98 рр. з дочірнього підрозділу корпорації Rand Gold and Exploration. На межі ХХ-XXI ст. динамічно розвивається.
У 2000 р. Harmony зайняла з видобутку золота 11-е місце у світі — 66.8 т золота (проти 41.4 т в 1999 р.)
Щорічний обсяг виробництва золота Harmony Gold 3 млн унцій. Видобуток руди ведеться як підземним, так і наземним способом. Крім ПАР компанія працює в Канаді, Австралії, Папуа-Новії Гвінеї.
У 2006 фінансовому році (до 30 червня) виручка компанії склала $1,26 млрд.